# Bae Seung-hee
Bae Seung-hee (koreanisch 배승희; * 20. September 1983 in Masan) ist eine Badmintonspielerin aus Südkorea.

## Sportliche Karriere
Bae Seung-hee gewann 2001 die Asienmeisterschaft der Junioren im Mixed mit Hwang Ji-man. 2005 siegte sie beim Malaysia Satellite. Bei den Vietnam Open 2006 holte sie sich Gold, Silber und Bronze. Im Uber Cup 2010 wurde sie Weltmeisterin mit dem südkoreanischen Team.

## Sportliche Erfolge
| Saison | Veranstaltung                   | Disziplin   | Platz | Name                            |
| ------ | ------------------------------- | ----------- | ----- | ------------------------------- |
| 2001   | Asienmeisterschaft der Junioren | Mixed       | 1     | Hwang Yi-man / Bae Sung-hee     |
| 2005   | Malaysia International          | Dameneinzel | 1     | Bae Seung-hee                   |
| 2006   | Vietnam Open                    | Dameneinzel | 1     | Bae Seung-hee                   |
| 2006   | Vietnam Open                    | Damendoppel | 2     | Bae Seung-Hee / Kang Joo-Young  |
| 2006   | Vietnam Open                    | Mixed       | 3     | Jung Jung-Young / Bae Seung-Hee |
| 2008   | Malaysia International          | Damendoppel | 1     | Bae Seung-Hee / Park Sun-young  |
| 2010   | Uber Cup                        | Team        | 1     | Südkorea                        |

## Referenzen
- http://bwf.tournamentsoftware.com/profile/overview.aspx?id=D31786A6-62E5-4269-97DD-D9C928A964DC

| Personendaten    | Personendaten                     |
| ---------------- | --------------------------------- |
| NAME             | Bae, Seung-hee                    |
| ALTERNATIVNAMEN  | 배승희                            |
| KURZBESCHREIBUNG | südkoreanische Badmintonspielerin |
| GEBURTSDATUM     | 20. September 1983                |
| GEBURTSORT       | Masan                             |